# Rich Nigga Timeline
Rich Nigga Timeline  è un mixtape del gruppo hip hop statunitense dei Migos, pubblicato il 5 novembre 2014 dalle etichette discografiche Quality Control Music e 300 Entertainment. La produzione del mixtape è stata gestita da Cassius Jay, Cheeze, Deko, DeeMoney, DJ Durel, Mario Beats, Murda Beatz, Phenom Da Don, StackboyTwaun, Swift Bangs, TM88 e Zaytoven. La rivista Rolling Stone lo ha inserito nella sua classifica dei 40 migliori album rap del 2014.

## Tracce
Testi di Quavious Marshall, Kirsnick Ball e Kiari Cephus.
1. Cross the Country – 6:28 (musica: Mario Beats)
2. Rich Nigga Timeline – 5:27 (musica: Zaytoven)
3. Can't Believe It – 3:54 (musica: Murda Beatz)
4. Hit Em – 3:44 (musica: DJ Durel)
5. Buyin Em – 4:04 (musica: Swift Bangs)
6. Move – 4:09 (musica: Zaytoven)
7. Pop That – 4:34 (musica: TM88)
8. Came to Party – 4:52 (musica: DJ Durel)
9. Bachelor – 3:55 (musica: Phenom Da Don)
10. Naw FR – 3:59 (musica: Zaytoven)
11. Story I Tell – 3:45 (musica: Murda Beatz)
12. Nawfside – 3:48 (musica: Zaytoven)
13. Ain't Mine – 4:14 (musica: Cheeze)
14. Wishy Washy – 5:01 (musica: Cheeze)
15. All Good – 4:19 (musica: Cassius Jay)
16. Take Her – 4:36 (musica: Phenom Da Don, DeeMoney)
17. What Y'all Doin – 4:17 (musica: Stack Boy Twaun)
18. Struggle – 4:53 (musica: Zaytoven, Cassius Jay)